# Municipio de Henry (condado de Brown)
El municipio de Henry (en inglés: Henry Township) es un municipio ubicado en el condado de Brown en el estado estadounidense de Dakota del Sur. En el año 2010 tenía una población de 129 habitantes y una densidad poblacional de 1,38 personas por km².

## Geografía
El municipio de Henry se encuentra ubicado en las coordenadas 45°27′29″N 98°12′23″O / 45.45806, -98.20639. Según la Oficina del Censo de los Estados Unidos, el municipio tiene una superficie total de 93.44 km², de la cual 93,44 km² corresponden a tierra firme y (0 %) 0 km² es agua.

## Demografía
Según el censo de 2010, había 129 personas residiendo en el municipio de Henry. La densidad de población era de 1,38 hab./km². De los 129 habitantes, el municipio de Henry estaba compuesto por el 97,67 % blancos, el 1,55 % eran asiáticos y el 0,78 % eran de una mezcla de razas. Del total de la población el 0 % eran hispanos o latinos de cualquier raza.